# 中共皖南特委机关旧址
中共皖南特委机关旧址位于中国安徽省黄山市屯溪区屯溪老街北侧69号，为砖木结构二层临街楼房，原用作合记春号药店，1933年冬至1935年春为中共闽浙赣省委在屯溪所秘密建立的皖南特区委员会（简称皖南特委）机关所在地。1987年10月修缮后改为纪念馆，现为安徽省、黄山市两级爱国主义教育基地。现底层仍为对外营业的商铺，二层为展览室，介绍皖南特委的建立、发展及开展对敌斗争的情况等，外侧悬挂有中国共产党党旗。